# 冯地坑镇
冯地坑镇，原为冯地坑乡，是中华人民共和国陕西省榆林市定边县下辖的一个乡镇级行政单位。2018年撤乡设镇。区划代码改为610825116。

## 行政区划
冯地坑镇下辖以下地区：
冯地坑村、任塬村、刘畔村、稍沟塬村、新城滩村、王畔村、冯要先村、白塘塘村、苗大渠村、沙庄科村和郭畔村。